# Serie Mundial de 1992
La Serie Mundial de 1992 fue la primera Serie Mundial jugada fuera de Estados Unidos. Enfrentó a los Toronto Blue Jays, campeones de la Liga Americana, contra los Atlanta Braves, campeones de la Liga Nacional. Toronto derrotó 4 juegos a 2 a los Braves, convirtiéndose en el primer equipo basado fuera de Estados Unidos en ganar la Serie Mundial.

## Resumen
AL Toronto Blue Jays (4) vs NL Atlanta Braves (2)
| Juego | Marcador                                               | Fecha         | Lugar                         | Público |
| ----- | ------------------------------------------------------ | ------------- | ----------------------------- | ------- |
| 1     | Toronto Blue Jays - 1, Atlanta Braves - 3              | 17 de octubre | Atlanta-Fulton County Stadium | 51,763  |
| 2     | Toronto Blue Jays - 5, Atlanta Braves - 4              | 18 de octubre | Atlanta-Fulton County Stadium | 51,763  |
| 3     | Atlanta Braves - 2, Toronto Blue Jays - 3              | 20 de octubre | SkyDome                       | 51,813  |
| 4     | Atlanta Braves - 1, Toronto Blue Jays - 2              | 21 de octubre | SkyDome                       | 52,090  |
| 5     | Atlanta Braves - 7, Toronto Blue Jays - 2              | 22 de octubre | SkyDome                       | 52,268  |
| 6     | Toronto Blue Jays - 4, Atlanta Braves - 3 (11 innings) | 24 de octubre | Atlanta-Fulton County Stadium | 51,763  |

|                                                           |
| Campeón de las Grandes Ligas Toronto Blue Jays 1.º título |